# エレファント&キャッスル駅
エレファント&キャッスル駅（エレファント・アンド・キャッスルえき、英語: Elephant & Castle station）は、イギリスの首都ロンドンにある鉄道駅。テムズ川の南側にあるエレファント&キャッスルに位置し、鉄道のほか地下鉄も2路線乗り入れている。

## 鉄道駅
エレファント&キャッスル駅はゴヴィア・テムズリンク・レールウェイによって運営されており、同社の「テムズリンク」ブランドの列車以外ではサウスイースタンも乗り入れている。ロンドンの交通網を同心円状に区分けしているトラベルゾーンでは、地下鉄駅とともにゾーン1とゾーン2に跨るよう設定されている。

### 構造
エレファント&キャッスル駅はレンガ造りの高架駅で、1863年に建設された。出入り口は2つあり、一つはエレファント通りに、もう一つはエレファント&キャッスル・ショッピング・センターに直結している。列車の出発案内板は券売所とショッピングセンター内の両方に設置されている。プラットホームは全部で4番線まであり、プラットホームの両側が線路に接しているホームが2つある、島式2面4線と言われる構造となっている。現在駅にはエレベーターやエスカレーターが設置されておらず、階段のみが唯一のホームへのアクセス手段である。また地下鉄のエレファント&キャッスル駅とは直接つながっておらず、地下鉄へ乗り換えるためには一回駅舎からでて、ショッピングセンターを通過または迂回する必要がある。
なお当駅ではオイスターカードを使用することが可能である。

### 発着路線
鉄道の運行はテムズリンク（ゴヴィア・テムズリンク・レールウェイ）とサウスイースタンによって行われている。オフピーク時の列車発着は以下の通り。
- テムズリンク（ゴヴィア・テムズリンク・レールウェイ）
  - ブラックフライアーズ経由ウェスト・ハムステッド・テムズリンク行（2本/時）
  - ブラックフライアーズ経由セント・オールバンズ・シティー（英語版）行（2本/時）（日曜日のみブラックフライアーズ行きになる）
  - ブラックフライアーズ経由ルートン（英語版）行（2本/時）
  - キャットフォード（英語版）経由セブノークス（英語版）行（2本/時）
  - サットン（英語版）経由ミッチャム・ジャンクション（英語版）行（2本/時）
  - サットン経由ウィンブルドン行（2本/時）

なおラッシュ時間帯にはサウスイースタンの運行本数が数本増便されるほか、アシュフォードやロチェスター、オーピントン、ドーバー・プライオリーを発着する列車も運行されている。

## 地下鉄駅
エレファント&キャッスルの地下鉄駅は鉄道駅から200mほど離れたところにあり、ノーザン線バンク支線とベーカールー線が乗り入れている。
駅の入り口は二つあるが、いずれにもエスカレーターは設置されていない。またコンコースからプラットホームに降りるためにはエレベーターを使用するか急勾配で狭い螺旋階段を通行する必要がある。2つの入り口のうち北側のものがベーカールー線、南側のものがノーザン線へ直接つながっており、北側の入り口は「ロンドン・サウスバンク大学口」と言われ大学のキャンパスの南端に接している。一方南側の入り口は「ショッピングセンター口」と言われショッピングセンターへのアクセスや鉄道との乗り換えに利用されている。

### 歴史
エレファント&キャッスル地下鉄駅は2段階にわたって建設され、まず1890年12月18日に現在のノーザン線の駅がシティ・アンド・サウス・ロンドン鉄道の駅として開業し、次いで1906年8月5日に現在のベーカールー線の駅がベイカー・ストリート&ウォータールー鉄道の駅として開業した。ノーザン線の駅は南隣のケニントン駅と同様のデザインで、1920年代のトンネル改良工事、1960年代のエレファント&キャッスル・ショッピング・センターとロータリーの建設工事、そして2003年の駅改修工事と3度にわたって作り直されている。2003年の改修工事後には12月12日に工事が終了し再オープンした。一方ベーカールー線の駅は一部近代化による改修が加えられているが現在も建設当初の駅舎を残しており、1900年代初頭に活躍したイギリスの建築家レスリー・グリーンによる典型的なデザインの駅である。
1924年には地下鉄における初めての出産がエレファント&キャッスル地下鉄駅で行われ、無事に女児が誕生した。当初この女児にはイニシャルがロンドン地下鉄の愛称である「TUBE」になるよう「セルマ・ウルスラ・ベアトリス・エレノア（Thelma Ursula Beatrice Eleanor）」と名付けられたと報じられたが、実際にはマリーと名付けられている。

## バス路線

### 鉄道駅
バス路線では1番、45番、53番、68番、88番、133番、155番、168番、172番、188番、176番、343番、415番、453番と深夜バスN1番、N35番、N63番、N68番、N89番、N133番、N155番、N171番、N343番がこの鉄道駅に停車する。

### ロンドン地下鉄駅
バス路線では1番、12番、35番、40番、45番、53番、63番、68番、100番、133番、136番、148番、155番、168番、171番、172番、176番、188番、196番、333番、343番、344番、360番、363駅、415番、453番、468番、C10番、P5番と、深夜バスN1番、N35番、N63番、N68番、N89番、N133番、N155番、N171番、N343番がこの駅に停車する。また、12番、53番、148番、176番、188番、344番、453番は24時間バスを運行している

## 隣の駅
ナショナル・レール
テムズリンク（ゴヴィア・テムズリンク・レールウェイ）
テムズリンク
ブラックフライアーズ駅 - エレファント&キャッスル駅 - ラフバラー・ジャンクション駅
セブノークス線
ブラックフライアーズ駅 - エレファント&キャッスル駅 - デンマーク・ヒル駅
サウスイースタン
サウス・イースタン本線
ブラックフライアーズ駅 - エレファント&キャッスル駅 - デンマーク・ヒル駅またはハーン・ヒル駅
ロンドン交通局
ロンドン地下鉄
■ノーザン線
バンク支線
ボロ駅 - エレファント&キャッスル駅 - ケニントン駅
■ベーカールー線
ランベス・ノース駅 - エレファント&キャッスル駅（終点）